# 和歌山県道213号白浜久木線
和歌山県道213号白浜久木線（わかやまけんどう213ごう しらはまひさぎせん）は、和歌山県西牟婁郡白浜町を通る一般県道である。

## 概要
西牟婁郡白浜町庄川から西牟婁郡白浜町久木に至る。峠名は庄川越。
長らく未改良区間や不通区間があり改良工事に先立ち、1967年（昭和42年）7月県道改修促進会が発足。1976年（昭和51年）春に当時の土木部長や二階俊博等数百名が来訪した。それ以降計画が行き詰まっていた未改良区間や不通区間があったが、平成27年9月に和歌山県議会の定例会で改良工事が決定した。
全線にかけて道が狭いが、生活道路として地元住民が利用している。庄川（しゃがわ）側は路肩部分が私有地である場合がある。私設看板に書かれてある通り私有地部分の関係者は事故賠償などの負わないとされる。土砂崩れが無ければ起点6.6 km地点で自動車通行可能区間は終了となる。久木側は自動車通行不能の未舗装道路で路肩が危険な箇所があったり、森の深くにいくにつれて道の轍が薄くなる。猟の区域で猟師が行き来する場合があり地元住民ではない人間が誤って本線からそれ、道無き道に迷ってしまうと誤射の危険が伴うため注意が必要である。
西牟婁郡白浜町庄川地区の東部から終点まで2011年（平成23年）現在、未開通である。迂回路として和歌山県道36号上富田すさみ線や和歌山県道220号岩田保呂線がある。

### 路線データ
- 起点：和歌山県西牟婁郡白浜町庄川（庄川口交差点、国道42号交点）
- 終点：和歌山県西牟婁郡白浜町久木（和歌山県道37号日置川大塔線交点）
- 実延長：10.759 km（未開通区間を除く）

## 歴史
- 1923年（大正12年） - 郡道北富田日置川線から北富田村道に降格[注釈 2][4]。
- 1928年（昭和3年） - 既存の北富田村道が県道に再昇格[4]。
- 1959年（昭和34年）5月14日 - 県道三尾川紀伊富田停車場線と認定[1][5]。
- 1983年（昭和58年） - 県道三尾川紀伊富田停車場線から県道213号白浜久木線と改称[6]。

## 路線状況

### 道路施設

#### トンネル
- 無名墜道（むめいずいどう）[注釈 3]：延長2.40 m、幅員合計2.50 m、車道幅員1.70 m、路肩幅員0.80 m、有効高1.60 m、1875年（明治8年）竣工、西牟婁郡白浜町
  - 管理者：西牟婁振興局

## 地理

### 通過する自治体
- 和歌山県
  - 西牟婁郡白浜町

### 交差する道路
| 交差する道路               | 交差する場所 | 交差する場所        |
| -------------------------- | ------------ | ------------------- |
| 国道42号                   | 庄川         | 庄川口交差点 / 起点 |
| 和歌山県道37号日置川大塔線 | 久木         | 終点                |

### 沿線
- 富田川